# Rhyacophila nyerpa
Rhyacophila nyerpa är en nattsländeart som beskrevs av Schmid 1970. Rhyacophila nyerpa ingår i släktet Rhyacophila och familjen rovnattsländor. Inga underarter finns listade i Catalogue of Life.